# Jean-Baptiste Ouédraogo
Jean-Baptiste Ouédraogo (Kaya, 30 de junio de 1942) es un médico militar y estadista burkinés, Jefe de Estado de la República del Alto Volta desde el 8 de noviembre de 1982 hasta el 4 de agosto de 1983.

## Biografía
Estudió en la Facultad de Medicina de la Universidad Félix Houphouët-Boigny de Abiyán y luego en la Escuela de Salud Naval de Burdeos, antes de especializarse en pediatría en la Universidad de Estrasburgo.
Como comandante en el ejército de su país, fue uno de los uniformados que, el 7 de noviembre de 1982, derrocaron el régimen del coronel Saye Zerbo mediante un golpe de Estado. Ouédraogo luego se desempeñó como Jefe de Estado al frente del Consejo de Salvación del Pueblo, ejerciendo paralelamente como Ministro de Defensa. Más ideológicamente moderado que la mayoría de sus compañeros, Ouédraogo no obtuvo mucho apoyo popular y gobernó el país en medio de un clima político inestable. Entró en conflicto con su primer ministro, el capitán Thomas Sankara, a quién destituyó en mayo de 1983. Tres meses después, el 4 de agosto, Sankara tomó el poder por un nuevo golpe de Estado.
Encarcelado en la ciudad de Pô, Ouedraogo fue liberado después de dos años de detención. A partir de entonces, regresó a la medicina y fundó la clínica Notre-Dame de la Paix en Uagadugú.

| Predecesor: Saye Zerbo | Presidente de Alto Volta 1982 - 1983 | Sucesor: Thomas Sankara |